# Quận 8
Quận 8 (Nederlands: District 8) is een van de negentien quận van Ho Chi Minhstad. Quận 8 ligt in het centrum van Ho Chi Minhstad aan de westelijke oever van de Sài Gòn.

## Bestuurlijke eenheden
Quận 8 is onderverdeeld in meerdere bestuurlijke eenheden. Wat opvalt, is dat de Phường genummerd zijn, van één tot zestien.
- Phường 1
- Phường 2
- Phường 3
- Phường 4
- Phường 5
- Phường 6
- Phường 7
- Phường 8
- Phường 9
- Phường 10
- Phường 11
- Phường 12
- Phường 13
- Phường 14
- Phường 15
- Phường 16